# NGC 4009
NGC 4009 је појединачна звезда у сазвежђу Лав која се налази на NGC листи објеката дубоког неба.
Деклинација објекта је + 25° 11' 27" а ректасцензија 11h 58m 15,0s. Привидна величина (магнитуда) објекта NGC 4009 износи 11,9 а фотографска магнитуда 13,4.